# BRP Bacolod City (LC-550)
Le BRP Bacolod City (LS-550) est le navire de tête de la classe Bacolod City de navires de soutien logistique de la marine philippine. Son sister-ship est le BRP Dagupan City (LS-551) mis en service en 1994. Il porte le nom de la ville de Bacolod, capitale de la province du Negros occidental.

## Histoire
Ce navire de classe Bacolod City est une variante de la classe General Frank S. Besson (en) de l'US Navy. Il a été construit au chantier naval Halter/Moss Point Marinee de Escatawpa dans le comté de Jackson (Mississippi). Il a été acheté grâce au programme Foreign Military Sales (FMS) des États-Unis. Depuis sa mise en service il a été utilisé dans des opérations militaires et s'est joint à des exercices militaires conjoints avec des marines étrangères.
En tant que transport amphibie à grand champ d'action, il est armé à des fins défensives avec deux ou quatre mitrailleuses de 12,7 mm sur le pont avant et de deux canons de 20 mm proches des deux LCVP transportés sur bossoir. Il est aussi équipé un pont d'atterrissage pour hélicoptère. Il peut transporter jusqu'à 48 conteneurs EVP, soit 2 280 tonnes de marchandises et véhicules et 150 hommes de troupe. Les rampes d'accès peuvent soutenir le débarquement de chars de combat.

### Note et référence
- (en) Cet article est partiellement ou en totalité issu de l’article de Wikipédia en anglais intitulé « BRP Bacolod City (LC-550) » (voir la liste des auteurs).